# Márton Szívós
István Márton Szívós (Budapeste, 19 de agosto de 1981) é um jogador de polo aquático húngaro.

## Carreira
Szívós integrou o elenco da Seleção Húngara de Polo Aquático em duas edições de Jogos Olímpicos, ficando em quinto lugar tanto em Londres 2012 quanto no Rio 2016.